# Flavicorniculum forficalum
Flavicorniculum forficalum là một loài ruồi trong họ Tachinidae.